# Lili Hinstin

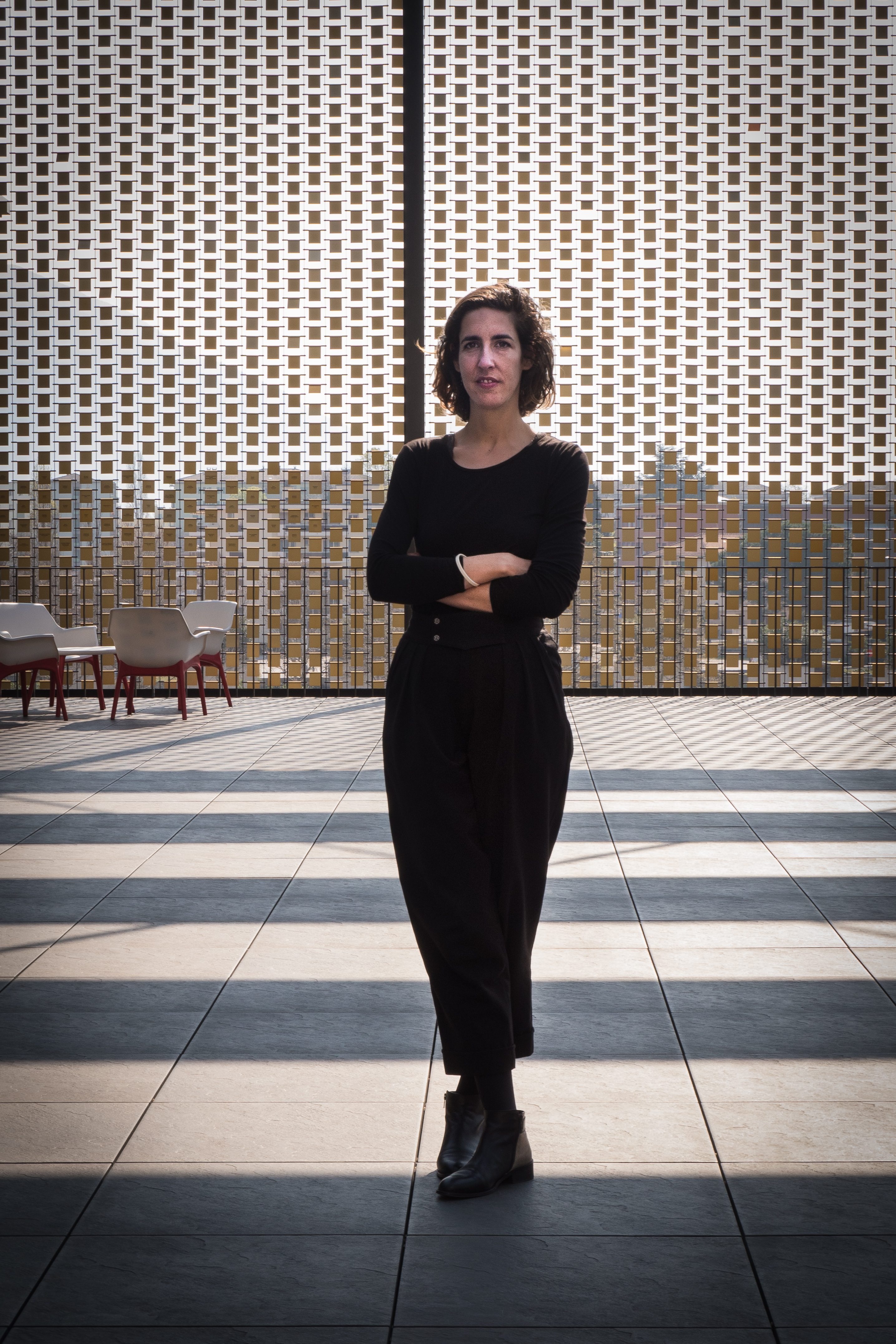
Lili Hinstin im PalaCinema (2019)

Lili Hinstin (* 1977 in Paris) ist eine französische Kulturmanagerin. Von Dezember 2018 bis September 2020 war sie künstlerische Leiterin des Locarno Film Festivals.

## Leben
Lili Hinstin studierte in Paris und Padua Sprach-, Literatur- und Kulturwissenschaften mit Schwerpunkt Philosophie. 2001 gründete sie die auf Dokumentationen spezialisierte Filmproduktionsgesellschaft Les Films du Saut du Tigre. Von 2005 bis 2009 zeichnete sie für die Filmaktivitäten der Französischen Akademie in Rom verantwortlich. Von 2011 bis 2013 war sie stellvertretende künstlerische Leiterin des Dokumentarfilmfestivals Cinéma du Réel, das sich seit der Gründung 1986 der Nachwuchsförderung widmet. 2013 wurde sie Leiterin des internationalen Filmfestivals Entrevues Belfort.
Am 24. August 2018 wurde sie vom Verwaltungsrat des Locarno Film Festivals einstimmig zur künstlerischen Leiterin gewählt. Sie folgte mit 1. Dezember 2018 Carlo Chatrian nach, der künstlerischer Direktor der Berlinale wurde. 2019 wurde sie vom Branchenblatt Variety auf der Liste der 500 einflussreichsten Persönlichkeiten in der internationalen Unterhaltungsindustrie genannt. Am 24. September 2020 beendeten das Locarno Film Festival und Lili Hinstin ihre Zusammenarbeit angesichts unterschiedlicher Auffassungen über die Zukunftsstrategie. Deren Stellvertreterin Nadia Dresti übernahm interimistisch die Führung.